# Riit
Riit (en syllabaire inuktitut : ᕇᑦ, prononcé : /ʁiːt/), de son vrai nom Rita Claire Mike-Murphy, est une auteure-compositrice-interprète et une présentatrice de télévision  inuite originaire de Pangnirtung, au Nunavut. Elle est principalement connue pour être la présentatrice de l'émission pour enfant d'APTN Anaana's Tent.
Sous le nom de Riit, elle sort un EP du même nom en collaboration avec The Jerry Cans et le producteur Michael Phillip Wojewoda, en 2017 sous le label Aakuluk Music. En 2019, elle sort le morceau Qaumajuapik et le chante en direct dans l'émission Q de CBC Radio One en mai. Son album Ataataga, produit par Graham Walsh, sort en octobre 2019 sous le label Six Shooter Records. L'album est nommé aux prix Juno pour l'album de musique autochtone de l'année de 2020 et a été présélectionné pour le prix de musique Polaris 2020. Sa chanson #uvangattauq est sélectionnée pour le prix de la chanson SOCAN 2020. Cependant, elle ne gagne pas le prix final.
En 2019, elle gagne l'Emerging Talent Award de la Youth Media Alliance pour son travail dans Anaana's Tent.